# Ravenea nana
Ravenea nana är en enhjärtbladig växtart som beskrevs av Henk Jaap Beentje. Ravenea nana ingår i släktet Ravenea och familjen Arecaceae. IUCN kategoriserar arten globalt som starkt hotad. Inga underarter finns listade i Catalogue of Life.